# Telve (Trentino)
Telve (dt. Telf) ist eine norditalienische Gemeinde (comune) mit 1912 Einwohnern (Stand 31. Dezember 2023) in der Provinz Trient in der Region Trentino-Südtirol. Die Gemeinde liegt etwa 27,5 Kilometer östlich von Trient und gehört zur Talgemeinschaft Comunità Valsugana e Tesino.

## Persönlichkeiten
- Marcello Baldi (1923–2008), Regisseur

## Weblinks

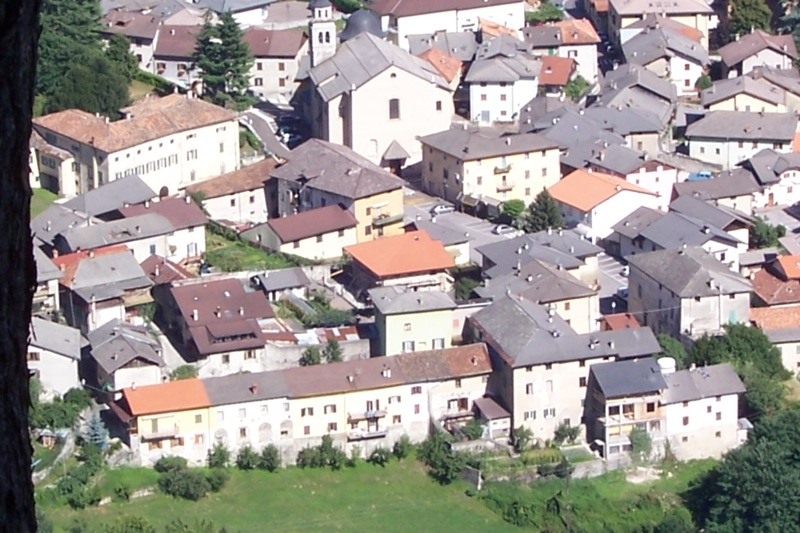
Telve